# Ловато, Рафаэль
Рафаэль Ловато младший (англ. Rafael Lovato Jr.; род. 25 июня 1983, Цинциннати, Огайо) — американский боец смешанного стиля, представитель средней весовой категории. Выступает на профессиональном уровне с 2014 года, известен по участию в турнирах бойцовских организаций Bellator MMA и Legacy FC, бывший чемпион Bellator в среднем весе. Также известен как мастер бразильского джиу-джитсу, многократный чемпион мира в этой дисциплине.

## Биография
Рафаэль Ловато родился 25 июня 1983 года в городе Цинциннати, штат Огайо. В возрасте восьми лет вместе с семьёй переехал на постоянное жительство Оклахома-Сити.
Сын инструктора по джиткундо, Ловато с юных лет практиковал разные боевые искусства, в детстве занимался любительским боксом, а в 13 лет познакомился с бразильским джиу-джитсу. Проходил подготовку под руководством известных бразильских мастеров Алесандри и Саулу Рибейру, получил чёрный пояс из рук Карлуса Машаду.

### Бразильское джиу-джитсу
Начиная с 2007 года Ловато регулярно принимал участие в крупнейших международных соревнованиях по бразильскому джиу-джитсу, в том числе неоднократно побеждал и попадал в число призёров на чемпионатах мира и Европы, панамериканских чемпионатах, чемпионатах Бразилии, Кубке мира. Ловато стал вторым американцем в истории после Би Джей Пенна, кому удалось выиграть чемпионат Бразилии и чемпионат мира среди обладателей чёрных поясов.
В конечном счёте Рафаэль Ловато открыл собственную школу БЖЖ в Оклахома-Сити Lovato Jiu-Jitsu Association.

### Смешанные единоборства
Дебютировал в смешанных единоборствах на профессиональном уровне в 2014 году, выиграл у своего соперника в первом же раунде с помощью «ручного треугольника». Начинал карьеру бойца в промоушене Legacy Fighting Championship, где одержал в общей сложности четыре победы, в том числе завоевал и защитил титул чемпиона в средней весовой категории.
В 2017 году Ловато подписал контракт с одной из крупнейших бойцовских организаций мира Bellator MMA и в течение двух лет выиграл здесь пять поединков, в частности взял верх над такими известными бойцами как Крис Ханикатт, Джеральд Харрис, Джон Солтер.
Имея в послужном списке девять побед без единого поражения, Ловато удостоился права оспорить титул чемпиона Bellator в среднем весе, который на тот момент принадлежал Гегарду Мусаси. Изначально чемпионский бой планировался на декабрь 2018 года, однако Мусаси снялся с турнира из-за травмы спины, и поединок был перенесён на июнь 2019 года. Противостояние между ними продлилось все отведённые пять раундов, в итоге судьи решением большинства отдали победу Ловато — таким образом он стал новым чемпионом организации.
29 января 2020 года, на шоу Джо Рогана, Ловато сообщил, что имеет дело с заболеванием мозга, называемым церебральной каверномой.Он заявил, что это условие было почти причиной того, что его сняли с титульного боя с Гегардом Мусаси, но в конечном итоге ему дали разрешение. Однако после дальнейшего анализа потенциальных рисков состояния через несколько недель после боя с Мусаси европейские комиссии заявили, что больше не дадут Ловато разрешение на участие в боях в Европе. По совету своих врачей, Ловато сказал, что на данный момент его карьера в ММА приостановлена, хотя он не объявлял о завершении карьеры и надеялся, что он снова будет драться в будущем. 10 февраля 2020 г. было объявлено, что Ловато отказался от титула Bellator в среднем весе. 27 октября 2020 года Ловато-младший официально объявил, что уходит из ММА

## Статистика в профессиональном ММА
| Боёв 10  | Побед 10 | Поражений 0 |
| -------- | -------- | ----------- |
| Нокаутом | 2        | 0           |
| Сдачей   | 6        | 0           |
| Решением | 2        | 0           |

| Результат | Рекорд | Соперник        | Способ                     | Турнир                          | Дата             | Раунд | Время | Место              | Примечание                                       |
| --------- | ------ | --------------- | -------------------------- | ------------------------------- | ---------------- | ----- | ----- | ------------------ | ------------------------------------------------ |
| Победа    | 10-0   | Гегард Мусаси   | Решение большинства        | Bellator 223                    | 22 июня 2019     | 5     | 5:00  | Лондон, Англия     | Выиграл титул чемпиона Bellator в среднем весе.  |
| Победа    | 9-0    | Джон Солтер     | Сдача (удушение сзади)     | Bellator 205                    | 21 сентября 2018 | 3     | 4:27  | Бойсе, США         |                                                  |
| Победа    | 8-0    | Джеральд Харрис | Сдача (рычаг локтя)        | Bellator 198                    | 28 апреля 2018   | 1     | 1:11  | Роузмонт, США      |                                                  |
| Победа    | 7-0    | Крис Ханикатт   | Единогласное решение       | Bellator 189                    | 1 декабря 2017   | 3     | 5:00  | Такервилл, США     |                                                  |
| Победа    | 6-0    | Майк Роудз      | Сдача (удушение сзади)     | Bellator 181                    | 14 июля 2017     | 1     | 1:59  | Такервилл, США     |                                                  |
| Победа    | 5-0    | Чарльз Хакман   | TKO (удары)                | Bellator 174                    | 3 марта 2017     | 1     | 0:13  | Такервилл, США     |                                                  |
| Победа    | 4-0    | Кортес Коулман  | Сдача (рычаг локтя)        | Legacy Fighting Championship 62 | 11 ноября 2016   | 3     | 4:04  | Оклахома-Сити, США | Защитил титул чемпиона Legacy FC в среднем весе. |
| Победа    | 3-0    | Марсело Нуньес  | TKO (удары руками)         | Legacy Fighting Championship 54 | 22 апреля 2016   | 2     | 4:51  | Катуза, США        | Выиграл титул чемпиона Legacy FC в среднем весе. |
| Победа    | 2-0    | Кевин Холланд   | Сдача (удушение сзади)     | Legacy Fighting Championship 46 | 2 октября 2015   | 1     | 1:24  | Аллен, США         |                                                  |
| Победа    | 1-0    | Канан Григсби   | Сдача (треугольник руками) | Legacy Fighting Championship 35 | 26 сентября 2014 | 1     | 4:07  | Талса, США         |                                                  |